# 理查德·霍利斯
理查德·霍利斯（1934年12月4日—）是一位英国平面设计师，毕业于切爾西藝術與設計學院，2019年当选英国皇家文學學會荣誉院士。